# 奥田啓人
奥田 啓人（おくだ けいじん、1972年1月27日 - ）は、日本の男性演出家、劇作家、声優。テアトル・エコー文芸演出部劇団員。埼玉県出身。

## 来歴
法政大学文学部英文学科卒業、東京学芸大学大学院教育学修士修了（演劇教育、俳優教育、専門学校教育）。
法政大学でアメリカ演劇を専攻したことがきっかけで俳優の道に進む。1997年に文学座附属研究所を修了。同年10月から絹川友梨から即興演技を学ぶ。原田一樹の劇団キンダースペースのワークショップに参加し、同劇団の公演に出演。1999年に江崎プロダクション養成所に入所し、2001年からマウスプロモーションに所属。2009年にテアトル・エコー入団。
1998年から演劇企画集団 東京BLOODYFOOLの主宰・劇作・演出も務めている。

## 人物
二枚目、三枚目、老人役を演じる。
趣味・特技はトロンボーン、日舞。
過去には芸名の読みをおくだ けいじとしていた。

## 出演
太字はメインキャラクター。

### テレビアニメ
2001年
- 仰天人間バトシーラー（サンダユー）
- 逮捕しちゃうぞ SECOND SEASON（ドライバー）

2002年
- ウルトラマニアック（店員）
- 最終兵器彼女（幹部B）
- サイボーグ009 THE CYBORG SOLDIER（BG要員、刑事）
- NARUTO -ナルト-（2002年 - 2006年、ゾウリ、ザク・アブミ、木ノ葉の暗部、修羅）
- パタパタ飛行船の冒険（ザガリ、商人B）
- ルパン三世 EPISODE:0 ファーストコンタクト

2003年
- 明日のナージャ（ドアマン）
- ギルガメッシュ（街の男C）
- クロノクルセイド（修道騎士、旦那）
- 金色のガッシュベル!!（ゴーレン、ジョン・オーエン 他）
- スクラップド・プリンセス（じいさん、兵士A）
- デジガールPOP!（キャスター、店員、コーフィー、カンフー）
- マーメイドメロディー ぴちぴちピッチシリーズ（真木）
- 瓶詰妖精（叩かれるおじさん）
- 無人惑星サヴァイヴ（海蛇）
- ルパン三世 お宝返却大作戦!!

2004年
- アガサ・クリスティーの名探偵ポワロとマープル（兵士C）
- 犬夜叉（村人）
- エルフェンリート（隊員A）
- お伽草子（海賊）
- 学園アリス（レオの部下C）
- 巌窟王（部下）
- KURAU Phantom Memory（エージェント、漁師C、所員1）
- ケロロ軍曹（ディレクター）
- ごくせん（天海組組員A）
- 絢爛舞踏祭 ザ・マーズ・デイブレイク（店主）
- 最遊記RELOAD（妖怪、マスター）
- トランスフォーマー スーパーリンク（土官候補生B 他）
- ビューティフル ジョー（ジョーカー、ビアンコ・ビリー、ビアンキー 他）
- BLEACH（阿近、ジャージ先生 他）
- 美鳥の日々（子分C）
- 焼きたて!!ジャぱん（サンピエールの部下）

2005年
- 格闘美神 武龍 REBIRTH（武藤）
- ギャラリーフェイク（窃盗団員、刑事）
- CLUSTER EDGE（武器商人、教師、指揮官、学園教師）
- 新釈 眞田十勇士（松平二郎三郎広忠）
- タイドライン・ブルー（マユゲ）

2006年
- 女子高生 GIRL'S-HIGH（マッチョ松尾）
- スーパーロボット大戦OG -ディバイン・ウォーズ-（ジャーダ・ベネルディ）
- すもももももも 地上最強のヨメ（虎金井天我）
- 名探偵コナン（ベイ・ジュウ）
- ルパン三世 セブンデイズ・ラプソディ（フロントマン）

2007年
- 英國戀物語エマ 第二幕（ロデリック）
- 風のスティグマ（結城慎治）
- BLUE DRAGON（サリナス）
- BLUE DROP 〜天使達の戯曲〜（チンピラA）

2008年
- ネオ アンジェリーク Abyss（漁師、議員）

2009年
- 空を見上げる少女の瞳に映る世界（王）

2010年
- NARUTO -ナルト- 疾風伝（2010年 - 2014年、ゾウリ、ゴッタ、千手仏間）

2022年
- BLEACH 千年血戦篇（2022年 - 2024年、阿近） - 3シリーズ

### 劇場アニメ
- WXIII 機動警察パトレイバー（2002年）[15]
- 夢かける高原 清里の父 ポール・ラッシュ（2002年、YMCA職員A）
- ぼくの孫悟空（2003年、ヘビ妖怪）
- 劇場版BLEACH MEMORIES OF NOBODY（2006年、阿近）
- ベクシル 2077日本鎖国（2007年）
- パッテンライ!! 〜南の島の水ものがたり〜（2008年）[16]

### OVA
- ルパン三世 生きていた魔術師（2002年、アナウンス）
- 撲殺天使ドクロちゃん（2005年、佐々木玲介）
- BLEACH カラブリ! 護廷十三屋台大作戦!（2008年、阿近）

### ゲーム
2002年
- 鬼武者2
- 機甲武装Gブレイカー2 同盟の反撃（クラウド同盟整備兵、デオン連邦パイロット、その他）
- 侍（主人公-中年）
- SIMPLE2000シリーズDC Vol.01 THE 恋愛アドベンチャー BITTERSWEET FOOLS
- SIMPLE2000シリーズVol.9 THE 恋愛アドベンチャー BITTERSWEET FOOLS（Elice、Morris）

2003年
- GALAXY ANGEL Moonlit Lovers（マードック）
- 侍道2（主人公-壮年）
- SIMPLE2000シリーズVol.38 漢のためのバイブル THE 友情アドベンチャー 炎多留・魂（局長）
- NARUTO -ナルト- ナルティメットヒーロー（ザク・アブミ）

2004年
- アーマード・コア ネクサス
- ACE COMBAT5 THE UNSUNG WAR
- 鬼武者3（商人）
- 3年B組金八先生 伝説の教壇に立て!（伊吹銀平）
- ジャック×ダクスター2（ジンクス）
- DearS（田所久弥）

2005年
- 忍道 戒（ヘビトンボ）
- 戦国BASARA（兵士、その他）
- 天外魔境III NAMIDA（太刀坊主）
- 東京バス案内2
- Twelve〜戦国封神伝〜（シュウコウ、リクロ、ツグ、アラナカ）
- ドラッグオンドラグーン2 封印の紅、背徳の黒
- 風雲 幕末伝（高杉晋作）
- 義経紀（平維盛）

2006年
- 戦国BASARA2
- ソニック・ザ・ヘッジホッグ（GUNの兵士、ソレアナ研究員）
- BULLET WITCH（レジスタンスA）

2007年
- アンチャーテッド エル・ドラドの秘宝（アトック・ナヴァロ）
- 降魔霊符伝イヅナ 弐（バルダー、ダン、リュウジ、タケチヨ、ソウベエ、トクスケ）
- スーパーロボット大戦OG ORIGINAL GENERATIONS（ジャーダ・ベネルディ）
- スーパーロボット大戦OG外伝（ジャーダ・ベネルディ）
- 戦国BASARA2 英雄外伝
- ラチェット&クランク FUTURE（Zoni、Pirate）

2008年
- 12 RIVEN -the Ψcliminal of integral-
- BLEACH 〜ソウル・カーニバル〜（阿近）

2009年
- BLEACH 〜ソウル・カーニバル2〜（阿近）

2010年
- キングダム ハーツ バース バイ スリープ（パトロール）
- 戦国BASARA3
- メトロ2033（ブルボン）

2011年
- 戦国BASARA3 宴

2013年
- メトロ ラストライト（ウルマン）

2020年
- スポンジ・ボブ：Battle for Bikini Bottom - Rehydrated（ユージン・Hカーニ）

### 吹き替え

#### 映画
- アイアン・カウボーイズ ミーツ・ゴーストライダー
- アスファルト・レーサー（レノ〈ギルバート・チャバリア〉）
- アニバーサリーの夜に
- 英雄の条件
- オーシャンズ11
- 完全犯罪クラブ
- キューブ ゼロ（ドッド）
- クルーエル・インテンションズ3
- GOAL!2
- S.W.A.T.
- 戦場のレクイエム（ジアン・マオツァイ）
- 007 ダイ・アナザー・デイ ※DVD版
- デイ・アフター・トゥモロー
- ドッグヴィル（ベン）
- 名もなきアフリカの地で
- ハイテクサンタがやってきた
- ビッグママ・ハウス2（オーシマ〈ケヴィン・デュランド〉）
- ヒロイック・デュオ 英雄捜査線
- ファイヤーウォール
- フランケンシュタイン
- ブレイキング・ニュース（クウェンティン）
- ブロークン・トレイル 遥かなる旅路（ヘンリー・“ヘック”・ギルピン〈スコット・クーパー〉）
- ぼくの国、パパの国
- ホテル・バディーズ ワンちゃん救出大作戦
- ボーン・スプレマシー ※日本テレビ版
- モンテ・クリスト伯
- ライブ・フロム・バグダッド 湾岸戦争最前線
- わたしたちの島で わんぱくアザラシのモーセ
- ワールド・トレード・センター
- ワンス・アポン・ア・タイム・イン・アメリカ（コックアイ）
- ディズニー作品
  - アルマゲドン ※日本テレビ版
  - カントリーベアーズ
  - サラマンダー
  - マレフィセント
  - メラニーは行く!
  - WILD HOGS 団塊ボーイズ

#### ドラマ
- 裸足の青春（キ・スンジュン）
- ありがとうございます（チェ・ソクヒョン）
- アリゲーター/愛と復讐のワニ人間
- ER緊急救命室シリーズ
  - シーズンIX #20（ボーン〈マーカス・ブラウン〉）
  - シーズンX #6（ケビン〈マイケル・ロディ〉）、#16（デイビス〈ロッサノ・フローレス〉）
  - シーズンXI #3（ハンソン〈ビロア・グリーン〉）
  - シーズンXV #19（クレイプール〈ウェイン・ウィルダーソン〉）
- WITHOUT A TRACE/FBI 失踪者を追え!（第2シーズン#11：ランダル、第3シーズン#6：レイ）
- エンジェル（チャールズ・ガン）
- キス・オブ・デス
- キツネちゃん、何しているの?（グァンテ）
- ゲーム・オブ・スローンズ（オベリン・マーテル〈ペドロ・パスカル〉）
- ザ・シールド ルール無用の警察バッジ
- CIA:ザ・エージェンシー
- ダーティ・セクシー・マネー（サイモン・エルダー〈ブレア・アンダーウッド〉）
- ターミネーター:サラ・コナー クロニクルズ（デレク・リース〈ブライアン・オースティン・グリーン〉）
- 24 -TWENTY FOUR-（ベーカー捜査官）
- 秘密（チョ・ヨンミン〈キム・ミンジョン〉）※日本テレビ版
- フリークス学園（ニック・パロン〈ジェイソン・シーゲル〉）※日本テレビ版
- ホテリアー（レオ）
- REX～ウィーン警察シェパード犬刑事（英語版）
- ワイルド・ランナー/ワイルド・ランナーX2（ヤン・リヒター〈クリスチャン・オリヴァー〉）※プライムウェーブ版

#### アニメ
- ジャスティス・リーグ（カーター上院議員、ゴッドフレイ）
- スパイダーマン（リチャード・フィスク）
- スポンジ・ボブ（ユージーン・H・カーニ、ゲイリー（※シーズン12以降）、ラリー、フジツボボーイ、スタンリー・スクエアパンツ、ナレーター 他）
  - スポンジ・ボブ/スクエアパンツ ザ・ムービー（カーニ）
  - スポンジ・ボブ 海のみんなが世界を救Woo!（カーニ / サー・ピンチ・ア・ロット、イカルド / ソルト・ノート〈予告編のみ〉）
  - スポンジ・ボブ: スポンジ・オン・ザ・ラン（カーニ、ナレーター）
  - サンディ・チークスのビキニタウン救出大作戦（カーニ）
- ホームムービーズ（ドゥエイン、アンドリュー）
- ディズニー作品
  - Mr.インクレディブル
  - リセス 〜ぼくらの夏休みを守れ!〜
  - リロ・アンド・スティッチ

#### 人形劇
- サンダーバード6号（ケリー）※DVD版

### 舞台
- Bitter Cocoa Blues(1998)
- 冷たい月と熱帯夜 〜ひと夏の4つの物語〜(1999)
- から騒ぎ 〜Much Ado About Nothing〜(2000)

### その他
- 関電工CMナレーション『関電工は眠らない』
- コナミCMナレーション『ジュウライザー 超獣合神セット』
- パチスロ 2027（鳴海恵介）

## 演出

### 舞台（演出）
- Bitter Cocoa Blues(1998)
- 冷たい月と熱帯夜 〜ひと夏の4つの物語〜(1999)
- から騒ぎ ~Much Ado About Nothing~(2000) - 台本・演出
- 春にまよう(2001) - 作・演出
- リタルダンド(2002) - 原案・演出
- CRIMES OF THE HEART(2003) - 脚色・演出
- バーバー敷島　金魚とピンポン(2005) - 作・演出
- だてうはゆっくりと砂をはむのだ。(2007) - 作・演出※池袋演劇祭豊島新聞賞入賞[4]
- 俺の屍を越えていけ(2010)
- 約三十の嘘(2017)
- カフカズ･ディック(2018)
- 修学旅行（2020）

### 吹き替え（演出）
- カンフー・ガールズ 〜台湾〜（2015）
- ハーレー&ダビッドソン(2016)
- セキュリティ(2017)Netflix版
- ロンドン・スパイ(2018)
- ボディーガード　－守るべきもの－(2018)
- ロボヅナ(2018 - 2019)
- プロパガンダ ウソを売る技術（2019）
- ザ・テラー:不名誉 （2019）
- 戦闘機のメガピットイン(2019)
- 夢見るロケットマン(2019)
- 完全密着 消えた物証を追え(2019)
- ポイント・ブランク －この愛のために撃て (2019)
- ダイアグノーシス －謎の症状を探る－（2019）
- イン・ザ・トール・グラス -狂気の迷路-(2019)
- 希望のカタマリ（2020）
- シークレット・ソサエティ 王家第二子 秘密結社（2020）
- トム・クルーズ —永遠の若さを追求して—(2020)
- よみがえる伝説の名車 ジャガーXKSS(2020)
- バック・トゥ・ザ・アウトバック（2021）
- ノー・ウェイ・アウト（2021）
- ジュピターズ・レガシー（2021）
- タイタニック 中国人生存者の物語(2021)
- キューバ 野球の島の物語（2021）
- アウシュビッツに潜入した男(2022)
- ブレーブ・バニーズ（2022）
- ディズニー作品
  - おとぎのもりのゴールディとベア（2015 - 2018）
  - LEGO アナと雪の女王 オーロラの輝き（2019）差し替え部分
  - シークレット・ソサエティ 王家第二子 秘密結社（2020）
  - 飛べないアヒル －ゲームチェンジャー－（2021）
  - ビッグ・アイディア 世界を変える未来の起業家たち（2021）

### シリーズ一覧
1. ↑  第1クール（2022年）、第2クール『-訣別譚-』（2023年）、第3クール『-相剋譚-』（2024年）